# Escudo de Zamora

## Escudo de la ciudad de Zamora

Escudo de la ciudad de Zamora

El escudo de Zamora es un símbolo representativo de la localidad española de Zamora, situada en la comunidad autónoma de Castilla y León.

### Descripción
Es un escudo partido:
- En la primera partición, en campo de plata, un brazo armado de lo mismo sosteniendo una bandera fajada con ocho fajas de gules y una, la superior, de sinople (verde).

- En la segunda, también de plata, terrazada de sínople, un puente de plata, de tres ojos, almenado, mamposteado de sable y rodeado de dos torres sobre ondas de azur (azul) y plata.

Al timbre corona real cerrada que es un círculo de oro, engastado de piedras preciosas, compuesta de ocho florones de hojas de acanto, visibles cinco, interpoladas de perlas y de cuyas hojas salen sendas diademas sumadas de perlas, que convergen en el mundo de azur, con el semimeridiano y el ecuador en oro, sumado de cruz de oro. La corona forrada de gules o rojo.
En el escudo de Zamora aparece representado el brazo de Viriato. Cada una de las ocho fajas de gules (rojas) de la bandera simboliza cada una de las victorias que obtuvo sobre cónsules romanos y la faja verde fue concedida por los Reyes Católicos como reconocimiento al apoyo prestado por Zamora a la reina Isabel durante la batalla de Peleagonzalo en 1476 frente a Juana la Beltraneja. Esta enseña, que es la bandera de Zamora, es conocida como "Seña Bermeja". El puente romano del escudo simboliza la toma de Mérida por parte de Alfonso IX, episodio en el que tomaron parte muchos zamoranos.

## Escudo de la provincia de Zamora

Escudo de la provincia de Zamora

El escudo de la provincia de Zamora posee la siguiente descripción heráldica:

### Descripción
Escudo dividido en siete cuarteles:
- En el primer cuartel, manteado, en el primero de oro, un toro rampante y contornado en su color, el segundo de plata, un león rampante de gules, mantel de sínople que es el escudo de Toro.

- En el segundo, de plata, un puente de oro mamposteado de sable y cimado de la imagen de la Virgen María con el Niño, rodeada en su diestra y siniestra de una torre, del mismo metal (color), mamposteada de sable y aclarada de gules que es el de Benavente.

- En el tercero, blasón español fajado con ocho fajas de azur y oro, brochante sobre el escudo un sol de oro con rayos del mismo metal que es el de Villalpando.

- En el cuarto, manteado, en el primero y el segundo, de gules, una torre de oro mamposteada de sable, mantel de plata, un león rampante de gules que es el de Alcañices.

- En el quinto, de azur, una cruz de San Andrés de oro, acompañada de cuatro lises del mismo metal colocadas en aspa, bordura de azur cargada con ocho crecientes que es el de Puebla de Sanabria.

- En el sexto, de oro, un castillo de lo mismo almenado de tres almenas, mamposteado de sable que es el de Bermillo de Sayago.

- En el séptimo, de plata, un águila bicéfala de sable superada de una corona real cerrada y acompañado en su diestra y siniestra de un estandarte de que es el de Fuentesaúco.

Sobre el todo escusón partido, de plata, un brazo armado de lo mismo portando una bandera fajada de gules y, también de plata y terrazada de sínople, un puente de plata, mamposteado de sable y rodeado de dos torres sobre ondas de azur y plata que es el escudo de la Ciudad de Zamora.
Al timbre corona real cerrada.
El escudo incluye los escudos de los municipios que eran cabeza de Partido Judicial. Actualmente sólo existen los Partidos de Benavente, Puebla de Sanabria, Toro, Villalpando y Zamora, los de Fuentesaúco, Alcañices y Bermillo fueron suprimidos.